# Mellantjärn
För sjöar med snarlika namn, se: Mellantjärnen
Mellantjärn är en by i Bjurholms kommun, cirka 7 kilometer nordöst om Bjurholm. Namnet Mellantjärn kommer från att delar av byn ligger mellan två tjärnar, Sörtjärnen och Nördtjärnen.
Byn har idag, 2010, tre åretrunthushåll, två fritidshus och ett ödehus.
Sjö med grillplats. Busskur och asfalterad väg klar hösten 2007.